# Julius Hodell
Carl Julius Mårten Hodell, född 30 december 1845 i Hedvig Eleonora församling i Stockholm, död 24 mars 1912 i Sankt Matteus församling i Stockholm, var redaktör och bland annat grundare av den satiriska skämttidskriften Nya Nisse.
Hodell hade fungerat som kamrer åt sin bror, Frans Hodell, som var redaktör för tidskrift Söndags-Nisse. Julius Hodell skrev även i tidningen under pseudonymerna Joel och Julius. På Julius Hodells inrådan ökade de andelen annonser i tidningen vilket ledde till fler sidor och större försäljning av både nummer och annonser. När brodern dog 1890 trodde Julius Hodell att han skulle kunna fortsätta driva tidskriften men istället ärvdes den av Frans Hodells två döttrar. Detta fick Julius Hodell att starta tidskriften Nya Söndags-Nisse men denna kom bara ut vid ett tillfälle. Istället startade han 1891 skämttidskriften Nya Nisse som han drev fram till 1908 då Emil Norlander tog över som redaktör.
Julius Hodell var son till Carl Hodell och han var även bror till Anna Hodell, skådespelare vid Södra teatern, och Ida Hodell, skådespelare vid Dramaten. Senare blev han far till teatermannen och författaren Björn Hodell och farfar till bland andra konstnären och författaren Åke Hodell, skådespelaren Ulla Hodell och tvillingarna Lasse och Olle Hodell.